# Stazione di Miramare
Stazione di Miramare vasútállomás Olaszországban, Trieszt településen.

## Vasútvonalak
Az állomást az alábbi vasútvonalak érintik:
- Trieste Centrale–Villa Opicina-vasútvonal
- Udine–Trieszt-vasútvonal
- Velence–Trieszt-vasútvonal

## Kapcsolódó állomások
A vasútállomáshoz az alábbi állomások vannak a legközelebb:
- Grignano railway station
- Trieszt központi pályaudvara